# Bitka kod Leipziga
Bitka kod Leipziga ili Bitka naroda odvijala se od 16. do 19. listopada 1813. kod Leipziga, Saska, i u njoj su snage VI. koalicije (Rusko Carstvo, Kraljevina Pruska, Austrijsko Carstvo i Kraljevina Švedska) predvođene Aleksandrom I. i Karlom Filipom, odlučno porazile Napoleona I., cara Prvog Francuskog Carstva. Napoleonova vojska je, osim francuskih, bila sastavljena još od poljskih, talijanskih i njemačkih trupa iz Rajnske konfederacije. Bitka je bila vrhunac Njemačkog pohoda 1813. godine, te je u njoj sudjelovalo 600.000 vojnika, korišteno 2200 komada artiljerijskog oružja i iskorišteno 200.000 komada artiljerijskog streljiva. Prouzročila je 127.000 žrtava, zbog čega je prozvanom najvećom bitkom u Europi prije Prvog svjetskog rata. 
Napoleon se poražen povukao u Francusku, dok je Koalicija napredovala prvo raspuštanjem Rajnske konfederacije, a zatim invazijom Francuske početkom 1814. godine. Napoleon je bio prisiljen abdicirati te je protjeran u svibnju 1814. na otok Elbu u blizini Apeninskog poluotoka.

## Tijek bitke
Bitka je započela 16. listopada 1813. napadom 78.000 savezničkih vojnika s juga i 54.000 sa sjevera. Napoleon je većinu svoje vojske držao prema jugu. Saveznička ofanziva je postigla jako malo i ubrzo su saveznici bili vraćeni na polazne položaje. Međutim, brojčano slabija Napoleonova vojska nije mogla probiti savezničke linije, tako da se to pretvorilo u tešku bitku, u kojoj nijedna strana ne ostvaruje bitnu prednost.
Sljedećega dana vojske su sudjelovale samo u manjim obračunima. Tijekom bitke stizalo je pojačanje i vojska se organizirala. Francuzima je stiglo samo 14.000 dodatnih vojnika, a saveznicima 145.000 novih vojnika, pa je to jako ojačalo savezničku vojsku. Saveznici su 18. listopada započeli opći napad sa svih strana. Tijekom devet sati teških borbi obje su strane imale veliki broj žrtava. Samo je hrabrost francuske vojske spasila Francuze od proboja njihove linije. Francuzi su lagano bili potiskivani prema Leipzigu. Napoleon je shvatio da je izgubio bitku, pa je noću s 18. na 19. listopada počeo povlačiti većinu vojske preko rijeke Bijeli Elster. Povlačenje se dobro odvijalo sve dok nije slučajno srušen jedini most početkom popodneva. Francuska zaštitnica je tako ostala u opasnosti da je uhvate saveznici ili da se utope u rijeci pokušavajući je preplivati.